# SpVgg Erkenschwick
Maillots
Le SpVgg Erkenschwick est un club allemand de football localisé à Oer-Erkenschwick en Rhénanie du Nord-Wesphalie

## Histoire
Le club fut fondé sous le nom de Sportverein Erkenschwick en 1916. Deux ans plus tard, il s’unit avec le Emscher-Lippe-Spielverband pour former le Sportfreunde Erkenschwick.
En 1921, Le club fusionna avec le Turn-und Leichtathletikverein TV Erkenschwick pour former le cercle omnisports appelé Turn-und Sportvereinigung Erkenschwick. La section football fusionna avec le from Blau-Weiss Oer pour créer le SpVgg Erkenschwick
L’équipe resta anonyme jusqu’en 1943 où elle accéda à la Gauliga Westphalie. Erkenschwick y termina 4e en 1943-1944, puis l’évolution de la Seconde Guerre mondiale arrêta les compétitions.
Après le conflit, le SpVgg Erkenschwick fut un des fondateurs de l’Oberliga Ouest. Le cercle y joua les six premières saisons puis fut relégué. Son meilleur classement y fut une 7e place décrochée en 1949-1950.
Jusqu’aux années 1990, le  SpVgg Erkenschwick évolua essentiellement au 3e niveau de la hiérarchie mais fit deux apparitions en 2. Bundesliga (de 1974 à 1976 puis lors de la saison 1980-1981).

## Palmarès
- Champion de la Verbandsliga Westfalen Nordost: 1965, 1967, 1968
- Champion de la Verbandsliga Westfalen: 1980, 1987
- Champion de la Verbandsliga Westfalen Südwest: 2004